# Ellen van Loon

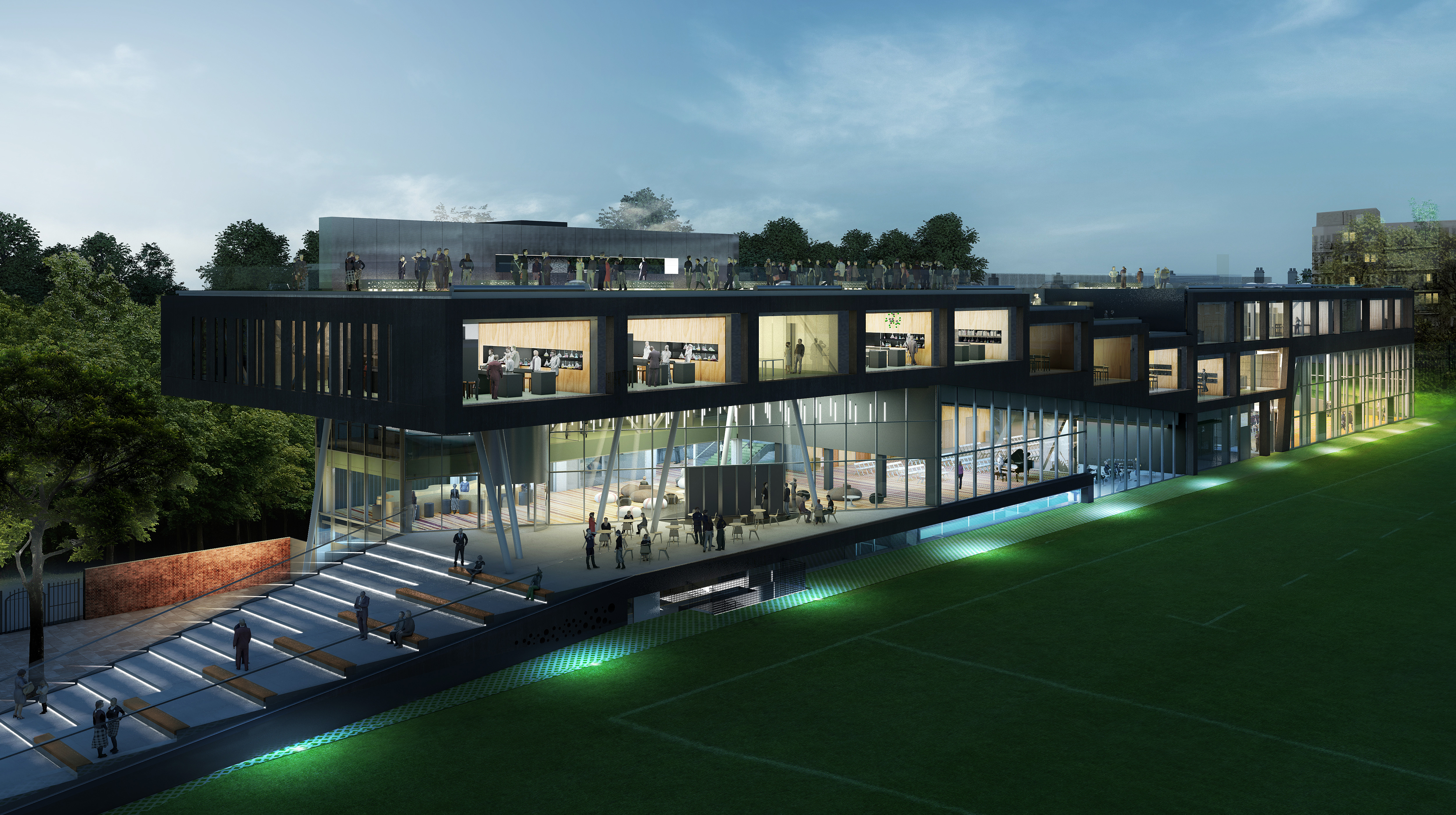
Nieuwbouw voor Brighton College, 2012 (OMA / Ellen van Loon)

Ellen van Loon (1963) is een Nederlandse architect. Ze is in 1998 aangesloten bij Office for Metropolitan Architecture (OMA) in Rotterdam waarvan ze sinds 2002 een van de partners is.

## Leven en werk
Ellen van Loon heeft verschillende projecten geleid welke prijzen gewonnen hebben door de combinatie van geavanceerde ontwerpen en precieze uitvoering. Haar belangrijkste bijdragen zijn:
- Nederlandse ambassade in Berlijn (2003), winnaar van de European Union Mies van der Rohe Award in 2005;[3]
- Casa da Música in Porto (2005), winnaar van de 2007 RIBA Award;
- het Prada Transformer Pavilion in Seoul (2009);
- New Court, het hoofdkantoor van de Rothschild Bank in Londen (2011);
- Buiten- en binnenontwerp voor het Maggie's Centre Glasgow (2011);
- het hoofdkantoor van G-Star in Amsterdam (2014);
- Lab City CentraleSupélec in Parijs (2017);
- Rijnstraat 8 in Den Haag (2017);
- BLOX, het gebouw voor de Danish Architecture Center in Kopenhagen (2018);
- de nationale bibliotheek van Qatar (2018);
- nieuwbouw voor Brighton College in Engeland (2019); winnaar van twee 2021 RIBA Awards
- paleis voor justitie in Lille (2019);
- het Hem in Zaandam[4] (2019);
- Factory Manchester, een plek voor podiumkunsten (2017- );
- de verbouwing van het Kaufhaus des Westens in Berlijn (2016- );
- paleis voor justitie in Lille (2017- );
- nieuw warenhuis voor de KaDeWe Groep in Wenen (2018- ).

Ellen van Loon was oorspronkelijk ook aangewezen als architect van de renovatie van het Binnenhof. Op 3 september 2019 werd bekend dat zij door staatssecretaris Knops was ontslagen als architect voor de renovatie van het Binnenhof. Het contract is door Knops ontbonden waarvoor de staat 2,7 miljoen euro betaalde. Volgens Kamerleden voldeed het ontwerp van Van Loon niet aan de wens van een sobere en doelmatige renovatie. Leidend architect werd Pi de Bruijn, de architect die in 1992 tekende voor de nieuwbouw van de Tweede Kamer, omdat hij in staat zou zijn een sober ontwerp te maken.

## Fotogalerij

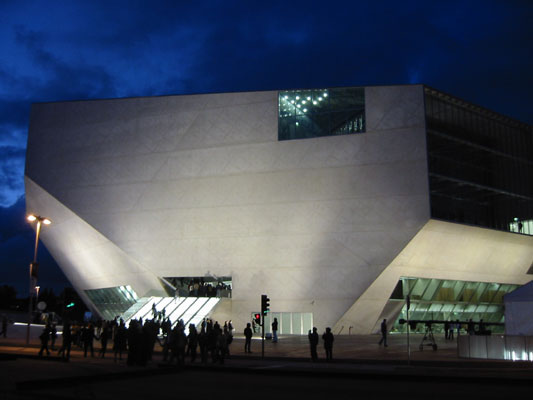
Casa da Música tijdens de opening
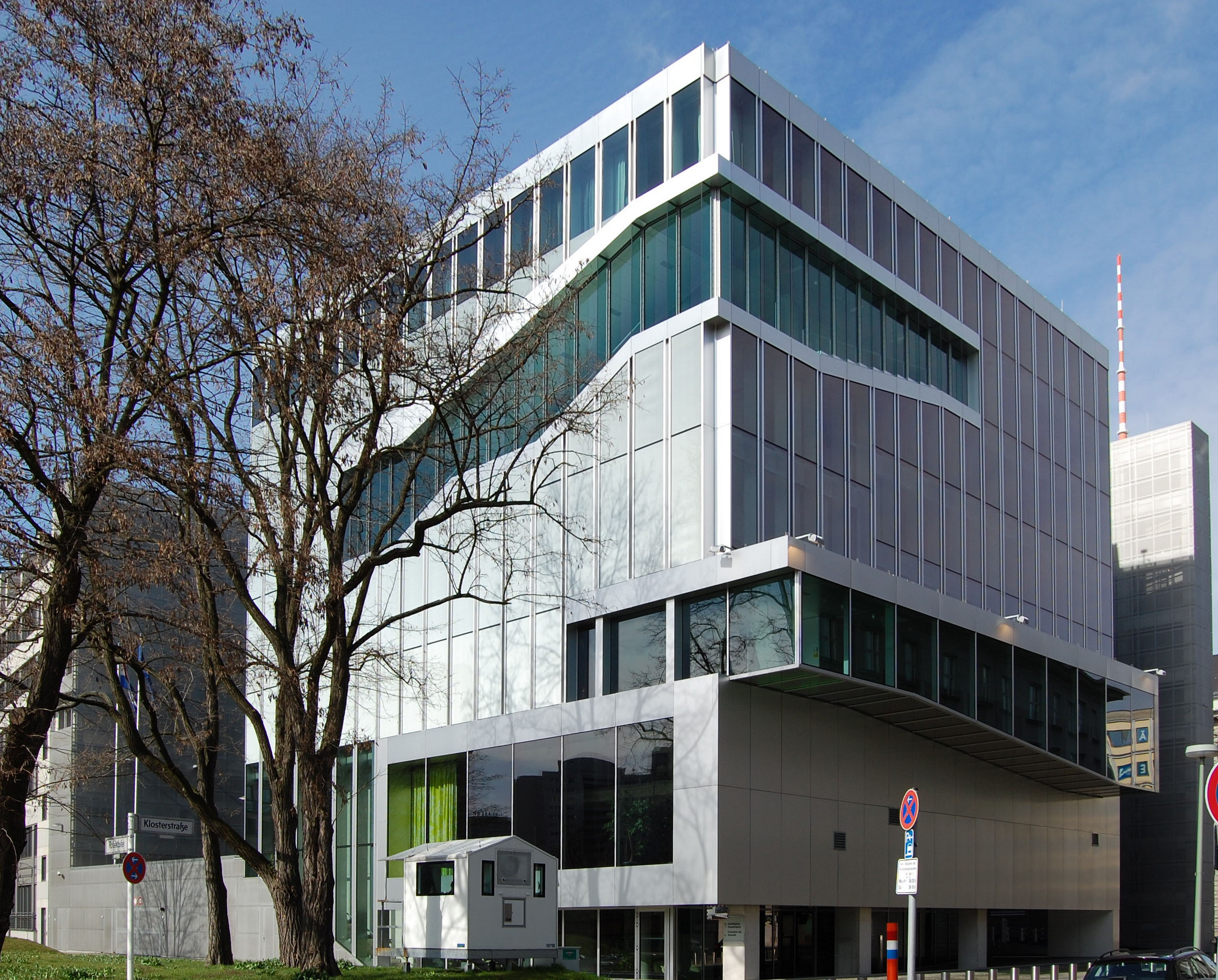
Nederlandse ambassade in Berlijn
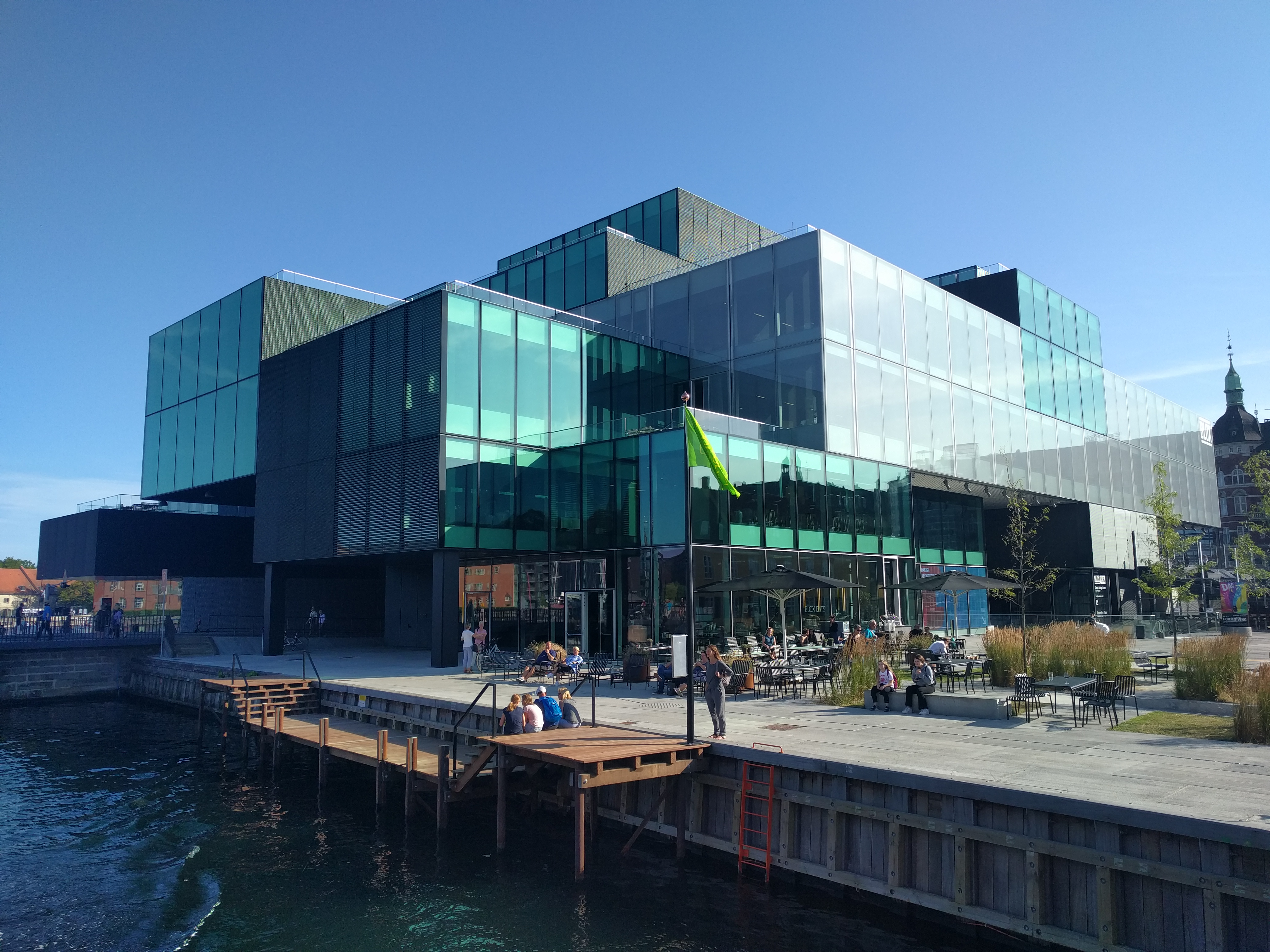
BLOX / Danish Architecture Center in Kopenhagen
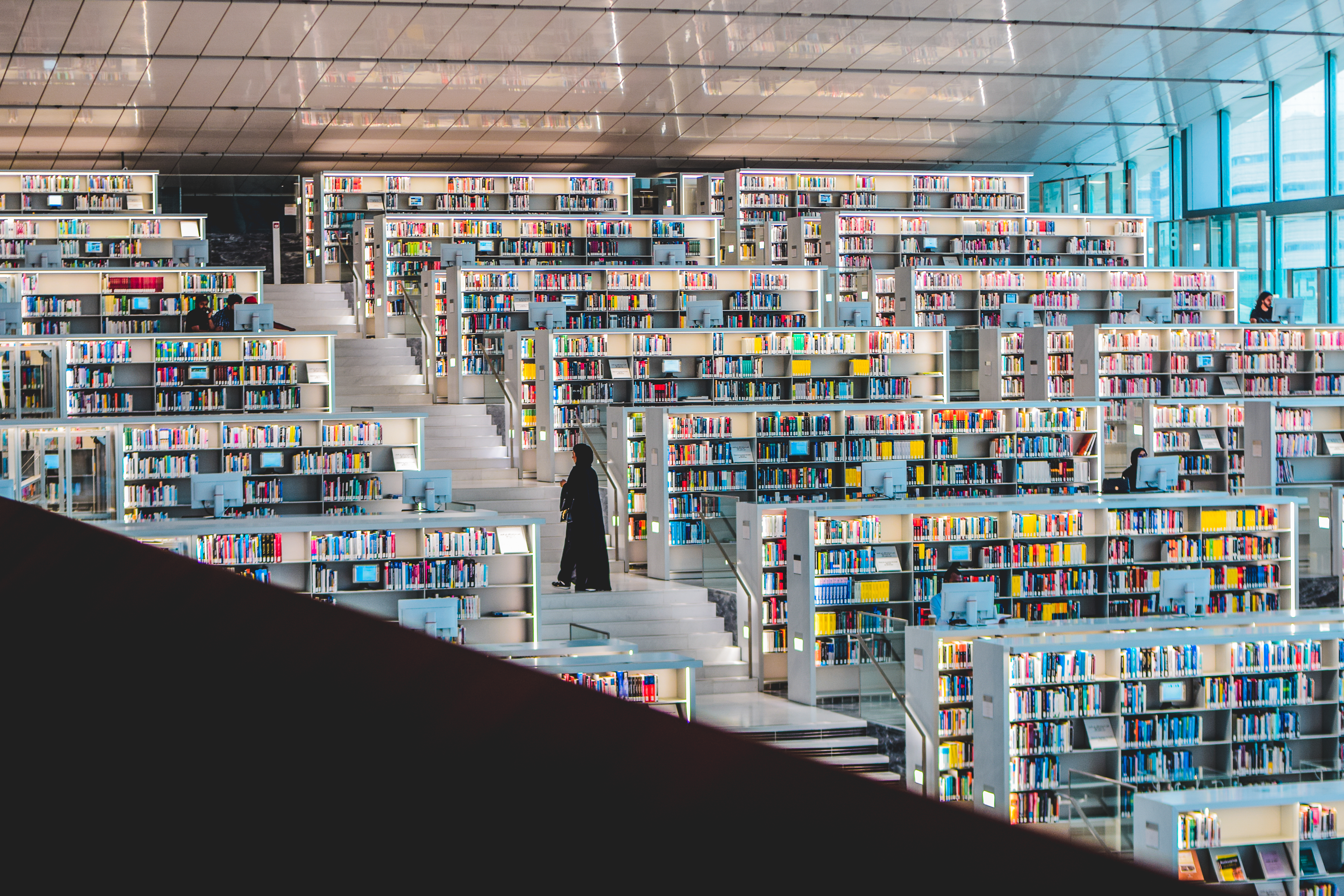
Interieur van de nationale bibliotheek van Qatar
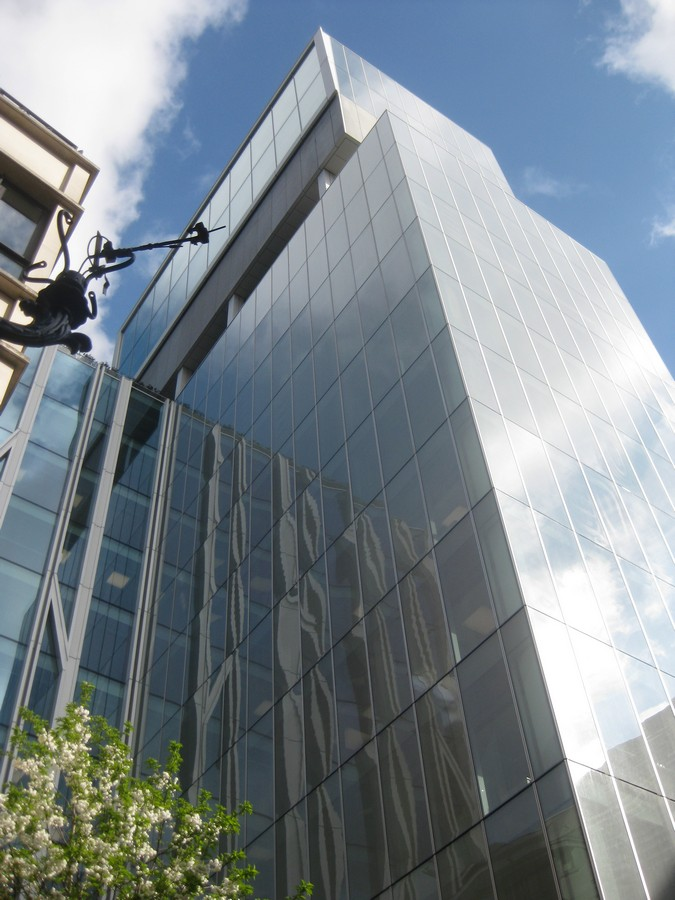
New Court, Rothschild Bank in Londen
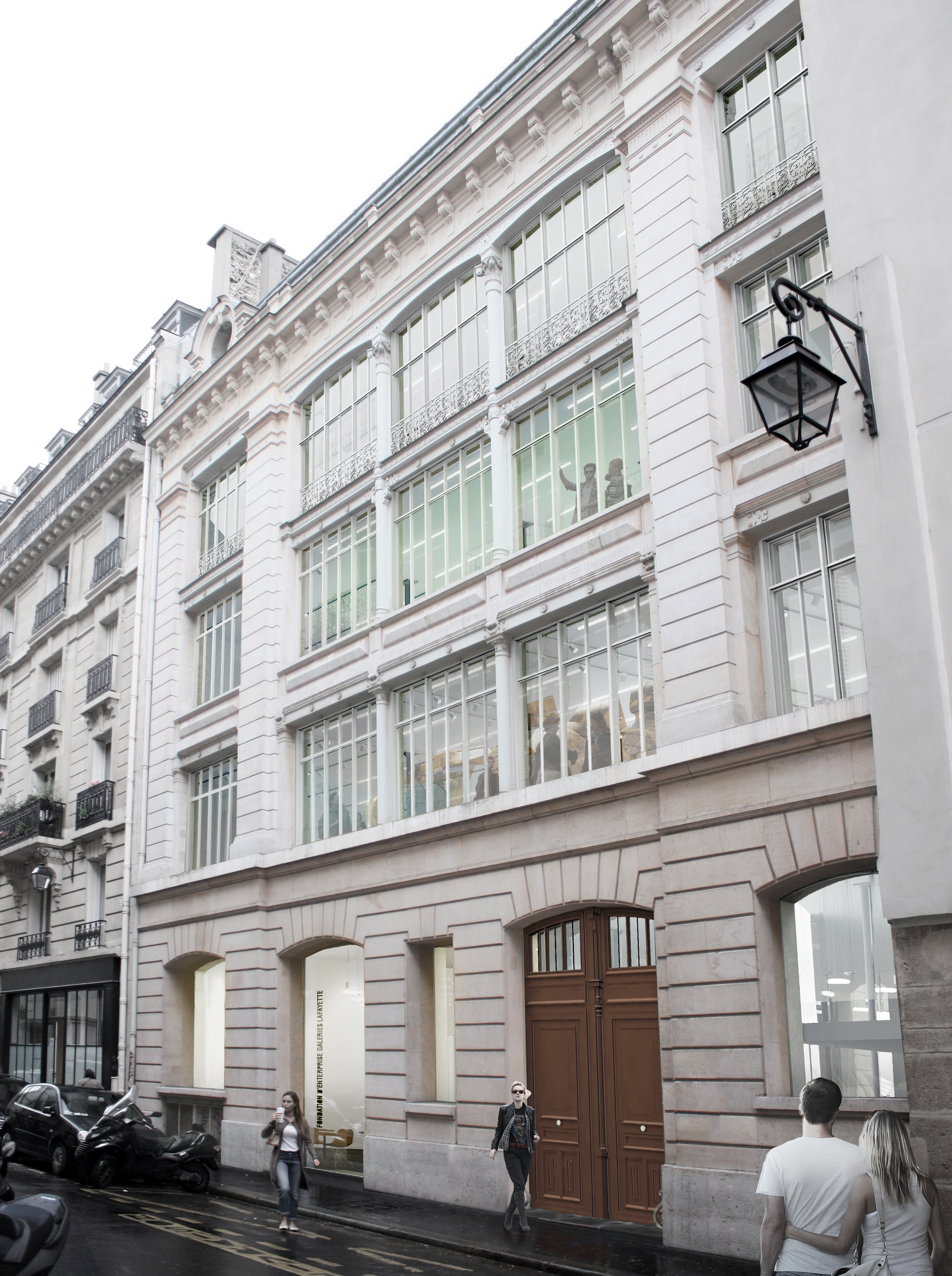
Ontwerp van de gevel van Fondation Galeries Lafayette in Parijs